# Championnats de Malte de cyclisme sur route
Les championnats de Malte de cyclisme sur route sont les championnats nationaux de cyclisme sur route organisés par la Fédération maltaise de cyclisme.

## Hommes

### Podiums de la course en ligne
| Année     | Vainqueur                          | Deuxième                           | Troisième                          |
| --------- | ---------------------------------- | ---------------------------------- | ---------------------------------- |
| 1999      | Jack Schiavone                     |                                    |                                    |
| 2002      | Jack Schiavone                     |                                    |                                    |
| 2005      | Roderick Muscat                    | Etienne Bonello                    | Dermot Galea                       |
| 2006      | Etienne Bonello                    | Reuben Colombo                     | Mark Bonnici                       |
| 2007      | Etienne Bonello                    | Maurice Formosa                    | Patrick Scicluna                   |
| 2008      | Etienne Bonello                    | Maurice Formosa                    | David Galea                        |
| 2009      | Etienne Bonello                    | Maurice Formosa                    | Adrian Sciberras                   |
| 2010      | Maurice Formosa                    | David Galea                        | Mark Bonnici                       |
| 2011      | Etienne Bonello                    | Maurice Formosa                    | Steve Sciberras                    |
| 2012      | Maurice Formosa                    | Etienne Bonello                    | Christian Formosa                  |
| 2013      | Etienne Bonello                    | Steve Sciberras                    | Joe Bonello                        |
| 2014      | Christian Formosa                  | Etienne Bonello                    | Maurice Formosa                    |
| 2015      | Maurice Formosa                    | Christian Formosa                  | William Hili                       |
| 2016      | William Hili                       | Maurice Formosa                    | James Mifsud                       |
| 2017      | Christian Formosa                  | Maurice Formosa                    | Etienne Bonello                    |
| 2018      | Christian Formosa                  | Maurice Formosa                    | Alexander Pettett                  |
| 2019      | Alexander Smyth                    | Etienne Bonello                    | Christian Formosa                  |
| 2020-2021 | Pas organisé ou résultats inconnus | Pas organisé ou résultats inconnus | Pas organisé ou résultats inconnus |
| 2022      | Clive Ebejer                       | Pierre Borg                        | Etienne Bonello                    |
| 2023      | Aidan Buttigieg                    | Bernard Galea                      | Pierre Borg                        |
| 2024      | Aidan Buttigieg                    | Pierre Borg                        | Etienne Bonello                    |
| 2025      | Aidan Buttigieg                    | Jacib Schembri                     | John Camilleri                     |

### Podiums du contre-la-montre
| Année | Vainqueur         | Deuxième          | Troisième         |
| ----- | ----------------- | ----------------- | ----------------- |
| 2003  | Jack Schiavone    |                   |                   |
| 2004  | Jack Schiavone    |                   |                   |
| 2005  | Etienne Bonello   | Dermot Galea      | Johann Vassallo   |
| 2006  | Etienne Bonello   | Johann Vassallo   | Ramon Grech       |
| 2007  | Etienne Bonello   | Maurice Formosa   | Steve Sciberras   |
| 2008  | Etienne Bonello   | Dermot Galea      | Maurice Formosa   |
| 2009  | David Galea       | Steve Sciberras   | Jason Vella       |
| 2010  | Etienne Bonello   | Maurice Formosa   | Steve Sciberras   |
| 2011  | Etienne Bonello   | Jason Vella       | Steve Sciberras   |
| 2012  | Etienne Bonello   |                   |                   |
| 2013  | Etienne Bonello   | Steve Sciberras   | Joe Bonello       |
| 2014  | Christian Formosa | Etienne Bonello   | Maurice Formosa   |
| 2015  | Wayne Spiteri     | Christian Formosa | Steve Sciberras   |
| 2016  | James Mifsud      | Mark Bonnici      | Steve Sciberras   |
| 2017  | Etienne Bonello   | Christian Formosa | Nicholas Micallef |
| 2018  | William Hili      | Alexander Pettett | Etienne Bonello   |
| 2019  | Etienne Bonello   | Christian Formosa | Clive Bugeja      |
| 2020  | Etienne Bonello   | Clive Bugeja      | William Hili      |
| 2021  | Etienne Bonello   | Clive Bugeja      | Mark Bonnici      |
| 2022  | Etienne Bonello   | Clive Bugeja      | Mark Bonnici      |
| 2023  | Aidan Buttigieg   | Clive Bugeja      | Jason Vella       |
| 2024  | Aidan Buttigieg   | John Camilleri    | Clive Bugeja      |
| 2025  | Aidan Buttigieg   | Luke Borg         | Daniel Briffa     |

## Femmes

### Podiums de la course en ligne
| Année | Vainqueur             | Deuxième              | Troisième        |
| ----- | --------------------- | --------------------- | ---------------- |
| 2005  | Stefania Magri        | Graziella Muscat      | Michelle Wood    |
| 2006  | Danica Spiteri        | Marie Claire Aquilina | Graziella Muscat |
| 2008  | Danica Spiteri        | Marie Claire Aquilina | Stefania Magri   |
| 2009  | Danica Spiteri        | Marie Claire Aquilina | Karen Scerri     |
| 2010  | Marie Claire Aquilina | Danica Spiteri        | Marica Micallef  |

### Podiums du contre-la-montre
| Année | Vainqueur      | Deuxième              | Troisième        |
| ----- | -------------- | --------------------- | ---------------- |
| 2005  | Michelle Wood  | Graziella Muscat      | Stefania Magri   |
| 2006  | Danica Spiteri | Michelle Wood         | Graziella Muscat |
| 2008  | Danica Spiteri | Marie Claire Aquilina | Donatalle Callus |

## Hommes Juniors

### Podiums de la course en ligne
| Année | Vainqueur        | Deuxième         | Troisième       |
| ----- | ---------------- | ---------------- | --------------- |
| 2004  | Roderick Muscat  |                  |                 |
| 2005  | Adrian Sciberras | Keith Galea      | Shawn Pullicino |
| 2006  | Luigi Mifsud     | Adrian Sciberras | Luke Bonnici    |

### Podiums du contre-la-montre
| Année | Vainqueur        | Deuxième          | Troisième         |
| ----- | ---------------- | ----------------- | ----------------- |
| 2005  | Adrian Sciberras | Keith Galea       | Luke Bonnici      |
| 2006  | Luigi Mifsud     | Adrian Sciberras  | Christian Formosa |
| 2008  | Andre Abela      | Christian Formosa | Karl Farrugia     |